# Buchnera inflata
Buchnera inflata är en snyltrotsväxtart som först beskrevs av De Wild., och fick sitt nu gällande namn av Sidney Alfred Skan. Buchnera inflata ingår i släktet Buchnera och familjen snyltrotsväxter. Inga underarter finns listade i Catalogue of Life.